# Kreisbahn Emden-Pewsum-Greetsiel
De Kreisbahn Emden-Pewsum-Greetsiel (afgekort E.P.G.) was oorspronkelijk een spoorwegbedrijf van de Landkreis Emden in Oost-Friesland, dat in 1932 door de Landkreis Norden werd overgenomen.
Het in meterspoor aangelegde Kleinbahn-traject was 23 kilometer lang. Het begon in Emden Kreisbahnhof in de buurt van het Staatsbahnhof Emden-West, dat in 1935-1936 uit de halte Larrelter Straße ontstaan was. De lijn ging door de gemeente Krummhörn over Hinte en Pewsum naar Greetsiel aan de Leybocht. In het gebied dat door deze spoorlijn werd bediend, stond de lijn ook als Jan Klein bekend.
Het personen- en goederenvervoer begon op 27 juli 1899 tussen Emden en Pewsum. Vanaf 21 september 1906 werd de lijn naar Greetsiel verlengd. De bedrijfsvoering werd in 1933 ondergebracht bij de Landeskleinbahnamt Hannover, en later bij de Niedersächsische Landeseisenbahnamt Hannover (NLEA). Na het opheffen van de NLEA kwam de bedrijfsvoering vanaf 1 oktober 1959 bij de Bentheimer Eisenbahn.
Op 25 mei 1963 werd het spoorwegverkeer op het gehele traject gestaakt. Het personenvervoer werd overgenomen door bussen van de Kraftpost.